# دانيال وايت الثالث
دانيال وايت الثالث (بالإنجليزية: Daniel Whyte III)‏ هو كاهن وكاتب أمريكي، ولد في 15 سبتمبر 1960 في بروكلين في الولايات المتحدة.